# La Perera (Guixers)
La Perera és una masia situada al municipi de Guixers, a la comarca catalana del Solsonès. Es compon de diversos edificis i es troba entre dos petits cursos d'aigua que desguassen a l'Aigua de Valls.